# Caradrina poeciloides
Caradrina poeciloides är en fjärilsart som beskrevs av Charles Boursin 1942. Caradrina poeciloides ingår i släktet Caradrina och familjen nattflyn. Inga underarter finns listade i Catalogue of Life.